# Clays and Clay Minerals
Clays and Clay Minerals is een internationaal, aan collegiale toetsing onderworpen wetenschappelijk tijdschrift over de
fysisch-chemische, mineralologische en bodemkundige aspecten van klei.
De naam wordt in literatuurverwijzingen meestal afgekort tot Clay Clay Miner.
Het wordt uitgegeven door The Clay Minerals Society.
Het eerste nummer verscheen in 1968.